# Gorzeszów
Gorzeszów (przed 1945 niem. Görtelsdorf) – wieś w Polsce położona w województwie dolnośląskim, w powiecie kamiennogórskim, w gminie Kamienna Góra.

## Położenie
Leży w Kotlinie Kamiennogórskiej (Kotlinie Krzeszowskiej) wzdłuż potoku  Kochanówka, pomiędzy Wzgórzami Krzeszowskimi a Zaworami.

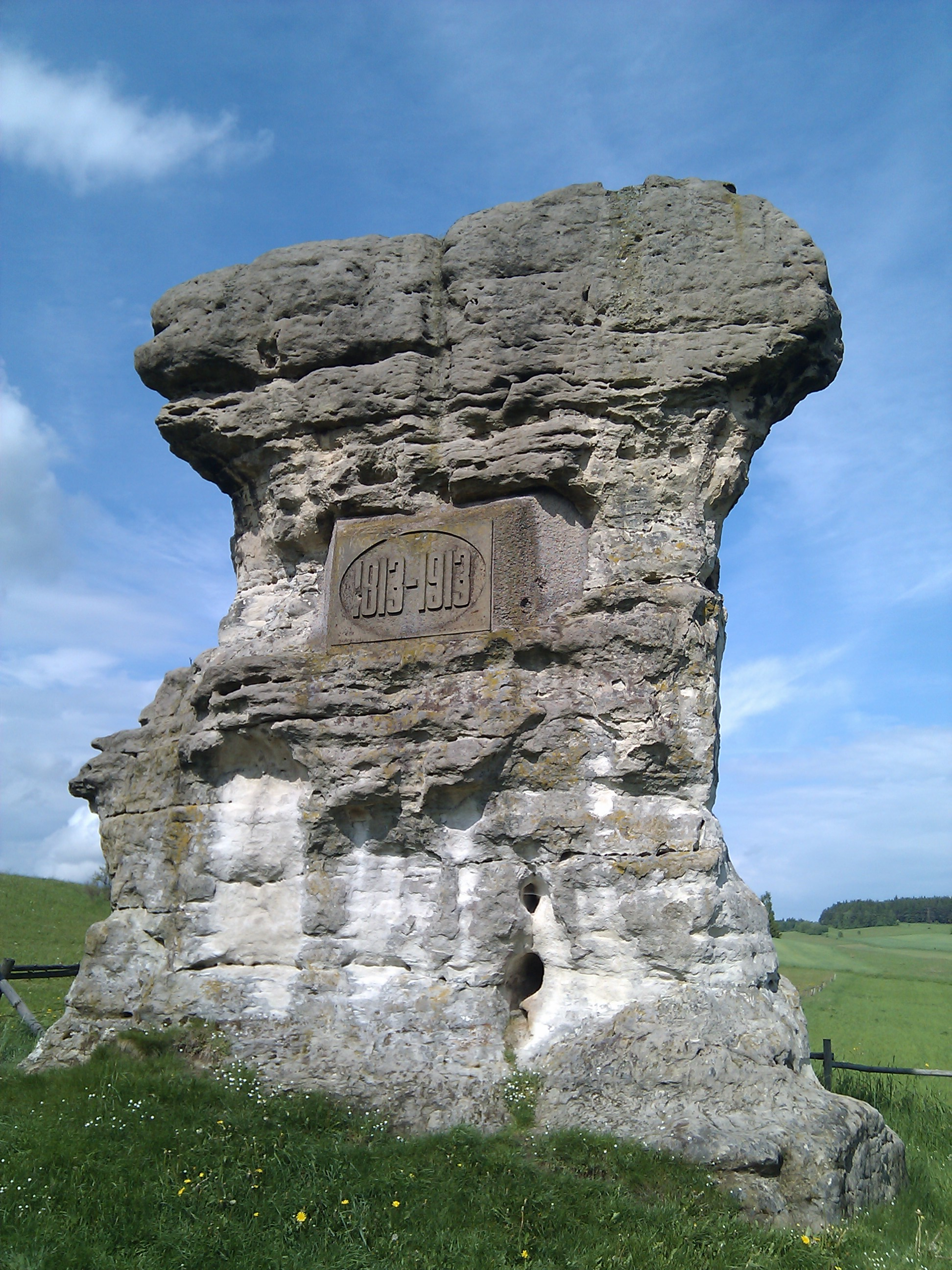
Formacja skalna Diabelska Maczuga w miejscowości Gorzeszów, Dolny Śląsk. Tablica 1813-1913 upamiętniająca setną rocznicę Bitwy Narodów pod Lipskiem.

## Podział administracyjny
W latach 1945–1954 siedziba gminy Gorzeszów. W latach 1954–1968 wieś należała i była siedzibą władz gromady Gorzeszów, po jej zniesieniu w gromadzie Krzeszów. W latach 1975–1998 miejscowość administracyjnie należała do województwa jeleniogórskiego.

## Historia
Od początku Gorzeszów związany był z opactwem w Krzeszowie. Powstanie wsi nastąpiło przed 1292 rokiem, gdyż wtedy dokument księcia świdnickiego Bolka I Surowego, nadający cystersom, przybyłym z Henrykowa dawne opactwo benedyktynów, które książę odkupił, wymienia również Gorzeszów. Wieś od tego roku należała do cystersów do kasaty dóbr klasztornych w 1810 roku. Gorzeszów rozwijał się spokojnie, prawdopodobnie omijały go klęski żywiołowe. Możliwe iż w czasie wojen husyckich został zniszczony lub spustoszony, gdyż taki los spotkał większość dóbr klasztornych. Wiadomo, że jeszcze przed 1400 rokiem było tu wolne, dziedziczne sołectwo, z którego klasztor pobierał 1 markę srebrem rocznego czynszu. W 1632 roku, podczas wojny 30-letniej szwedzcy żołnierze wymordowali pewną liczbę mieszkańców wsi. Na pamiątkę tego wydarzenia w miejscu morderstwa wzniesiono kapliczkę. W XVIII wieku była to nadal wieś klasztorna, już dobrze rozwinięta jako ośrodek tkactwa chałupniczego. W okolicy cystersi mieli 5 stawów rybnych. W 1765 roku wartość majątku klasztornego szacowano na 2418 talarów, a mieszkało tu 20 kmieci i 83 chałupników, wśród nich było 17 rzemieślników, przeważnie tkaczy. Było tu też sołectwo i karczma. W 1810 roku nastąpiła kasata dóbr klasztornych. W XIX w. Gorzeszów był średniej wielkości wsią. W 1840 roku wieś liczyła 110 domów, było wolne sołectwo z browarem i gorzelnią „Martini”, szkoła katolicka z nauczycielem, 3 młyny wodne, 6 kaszarni, tartak, olejarnia, wytwórnia sadzy i karczma. Wśród mieszkańców było 39 tkaczy chałupników, 15 innych rzemieślników, 21 handlarzy i 13 domokrążców trudniących się głównie rozprowadzaniem sadzy. Do wsi należał wówczas folwark Heidevorwerk położony na północny zachód od wsi, którego właścicielem był fizyk powiatowy dr Weidinger. Były w nim dwa domy oraz położony w tym samym rejonie folwark niejakiego Beckerta. W 1871 roku było tu 115 domów. Po 1945 roku wieś częściowo wyludniła się. Pomimo ładnego położenia i znacznej atrakcyjności krajoznawczej (rezerwat przyrody „Głazy Krasnoludków”, Diabelska Maczuga, Krzeszów), wieś nie odgrywa roli w turystyce.

## Demografia
Liczba mieszkańców Gorzeszowa na przestrzeni lat 1840-2011.

## Etnografia
Spośród zachowanych domów mieszkalnych i budynków gospodarczych najbardziej zasługują na uwagę: nr 1a i 4 − mieszkalne, murowane, z 3. ćwierci XIX wieku; nr 7 i 8 − mieszkalno-gospodarcze, z końca XIX wieku; nr 12 − mieszkalno-gospodarczy, z 3 ćwierci XIX wieku; nr 13 − mieszkalno-gospodarczy, murowany, z 1862 roku; nr 43 − mieszkalno-gospodarczy, murowany, z XIX/XX wieku; nr 51 − mieszkalny, murowany, z połowy XIX wieku; nr 52 − mieszkalny, murowany, z XIX/XX wieku; nr 60 − mieszkalny, drewniano-murowany, z 3 ćwierci XIX wieku; nr 67 − mieszkalny, murowany, z początku XX wieku; nr 69 − mieszkalno-gospodarczy, murowany, z XIX/XX wieku; nr 71 − mieszkalno-gospodarczy, murowany, z końca XIX wieku; nr 74 − mieszkalno-gospodarczy, drewniano-murowany, z 3. ćwierci XIX wieku; nr 85 − mieszkalny, murowany, z 4. ćwierci XIX wieku; nr 86 i 92 − mieszkalne, murowane, z końca XIX wieku.

## Turystyka
W pobliżu wsi, w obrębie Zaworów, znajdują się m.in. godny uwagi rezerwat przyrody Głazy Krasnoludków (a w nim Gorzeszowskie Skałki). Najbardziej znaną gorzeszowską skałą jest Diabelska Maczuga, która znajduje się tuż przy drodze.